# Liste der brasilianischen Botschafter in Neuseeland
Die Botschaft befindet sich in Wellington.
| Ernannt       | Name                                          | Bemerkungen                                       | Mensagem Senado Federal | im Senat des Nationalkongress (Brasilien) vorgestellt am | ernannt von               | akkreditiert während der Regierung von: | Posten verlassen |
| ------------- | --------------------------------------------- | ------------------------------------------------- | ----------------------- | -------------------------------------------------------- | ------------------------- | --------------------------------------- | ---------------- |
| 12. Jan. 1995 | Ronald Leslie Moraes Small                    | Amtssitz in Canberra                              | MSF 102 de 1994         | 1. Jan. 1995                                             | Fernando Henrique Cardoso | Jim Bolger                              |                  |
| 18. März 1997 | Edgard Telles Ribeiro                         | [ 2 ]                                             | MSF 51 de 1997          | 28. Feb. 1997                                            | Fernando Henrique Cardoso | Jenny hiple                             |                  |
| 5. Juli 2002  | Sérgio Barbosa Serra                          | [ 3 ]                                             | MSF 161 de 2002         | 18. Juni 2002                                            | Fernando Henrique Cardoso | Helen Clark                             |                  |
| 30. Mai 2007  | Manoel Antônio da Fonseca Couto Gomes Pereira | [ 4 ]                                             | MSF 68 de 2007          | 9. Mai 2007                                              | Luiz Inácio Lula da Silva | Helen Clark                             |                  |
| 7. Apr. 2009  | Renate Stille                                 | [ 5 ]                                             | MSF 284 de 2008         | 24. März 2009                                            | Luiz Inácio Lula da Silva | John Key                                |                  |
| 12. Jan. 2012 | Eduardo Ricardo Gradilone Neto                | zum Botschafter in South Tarawa und Apia ernannt. | MSF 138 de 2011         | 13. Dez. 2011                                            | Dilma Rousseff            | John Key                                |                  |